# Volearka, Bârzula
Volearka (în ucraineană Волярка) este un sat în comuna Ocna din raionul Bârzula, regiunea Odesa, Ucraina.

## Demografie
Componența lingvistică a localității Volearka
     Ucraineană (100%)
Conform recensământului din 2001, toată populația localității Volearka era vorbitoare de ucraineană (100%).